# Warneckea
Warneckea es un género  de plantas fanerógamas pertenecientes a la familia Melastomataceae. Comprende 43 especies descritas y de estas, solo 19 aceptadas.

## Taxonomía
El género fue descrito por Ernest Friedrich Gilg y publicado en Botanische Jahrbücher für Systematik, Pflanzengeschichte und Pflanzengeographie 34: 101. 1904.

## Especies aceptadas
A continuación se brinda un listado de las especies del género Warneckea aceptadas hasta febrero de 2013, ordenadas alfabéticamente. Para cada una se indica el nombre binomial seguido del autor, abreviado según las convenciones y usos:
- Warneckea acutifolia (De Wild.) Jacq.-Fél.
- Warneckea anomala (H. Perrier) Jacq.-Fél.
- Warneckea bebaiensis (Gilg ex Engl.) Jacq.-Fél.
- Warneckea cinnamomoides (G. Don) Jacq.-Fél.
- Warneckea congolensis (A. Fern. & R. Fern.) Jacq.-Fél.
- Warneckea erubescens (Gilg) Jacq.-Fél.
- Warneckea fascicularis (Planchon ex Bentha) Jacq.-Fél.
- Warneckea fosteri (Hutch. & Dalziel) Jacq.-Fél.
- Warneckea gilletii (De Wild.) Jacq.-Fél.
- Warneckea golaensis (Baker f.) Jacq.-Fél.
- Warneckea guineensis (Keay) Jacq.-Fél.
- Warneckea jasminoides (Gilg) Jacq.-Fél.
- Warneckea mangrovensis (Jacq.-Fél.) R.D. Stone
- Warneckea membranifolia Jacq.-Fél.
- Warneckea memecyloides (Benth.) Jacq.-Fél.
- Warneckea microphylla (Gilg) Borhidi
- Warneckea mouririifolia (Brenan) Borhidi
- Warneckea peculiaris (H. Perrier) Jacq.-Fél.
- Warneckea pulcherrima (Gilg) Jacq.-Fél.
- Warneckea reygaertii (De Wild.) Jacq.-Fél.
- Warneckea sansibarica (Taub.) Jacq.-Fél.
- Warneckea sapinii (De Wild.) Jacq.-Fél.
- Warneckea schliebenii (Markgr.) Jacq.-Fél.
- Warneckea sessilicarpa (A. Fern. & R. Fern.) Jacq.-Fél.
- Warneckea superba (A. Fern. & R. Fern.) Jacq.-Fél.
- Warneckea trinervis (DC.) Jacq.-Fél.
- Warneckea urschii (H. Perrier) Jacq.-Fél.
- Warneckea walikalensis (A. Fern. & R. Fern.) Jacq.-Fél.
- Warneckea yangambensis (A. Fern. & R. Fern.) Jacq.-Fél.